# Paul-Pierre Philippe

Kardinalswappen von Paul-Pierre Philippe

Paul-Pierre Kardinal Philippe OP (* 16. April 1905 in Paris; † 9. April 1984 in Rom) war ein Kurienkardinal der römisch-katholischen Kirche.

## Leben
Paul-Pierre Philippe trat nach seiner Schulzeit im Jahre 1926 in den Dominikanerorden und studierte in verschiedenen Ausbildungshäusern des Ordens die Fächer Katholische Theologie und Philosophie. Er empfing am 6. Juli 1932 das Sakrament der Priesterweihe und arbeitete nach weiterführenden Studien von 1935 bis 1939 als Dozent in der Priesterausbildung im polnischen Lemberg und in Rom. Während des Zweiten Weltkriegs diente er als Offizier in der französischen Armee. Von 1942 bis 1950 arbeitete er als Theologiedozent in Frankreich und Italien. 1950 gründete er ein Institut für Spiritualität zur Vertiefung des geistlichen Lebens von Seminarleitern und Novizenmeistern. 1953 gründete er eine vergleichbare Einrichtung für Frauen, die er bis 1957 als Direktor leitete. In den Jahren 1951 bis 1956 besuchte er als Apostolischer Visitator zahlreiche Ordensgemeinschaften, von 1955 bis 1959 war er Kommissar des Heiligen Offiziums.
1959 berief ihn Papst Johannes XXIII. zum Sekretär der Religiosenkongregation, 1962 ernannte er ihn zum Titularerzbischof von Heracleopolis Magna und spendete ihm am 21. September 1962 die Bischofsweihe; Mitkonsekratoren waren die Kurienerzbischöfe Francesco Carpino und Pietro Parente. Paul-Pierre Philippe nahm in den Jahren 1962 bis 1965 am Zweiten Vatikanischen Konzil teil. Papst Paul VI. ernannte ihn 1967 zum Sekretär der Glaubenskongregation und nahm ihn am 5. März 1973 als Kardinaldiakon mit der Titeldiakonie San Pio V a Villa Carpegna in das Kardinalskollegium auf. Von 1973 bis 1980 leitete Paul-Pierre Philippe als Kardinalpräfekt die Kongregation für die orientalischen Kirchen und am 10. November 1978 wurde er zum Kardinalpatron des Malteserordens ernannt. 1983 wurde er unter Beibehaltung seiner Titeldiakonie zum Kardinalpriester pro hac vice erhoben.
Paul-Pierre Philippe starb am 9. April 1984 in Rom und wurde auf dem dortigen Friedhof Campo Verano beigesetzt.